# Krestuša
Krestuša  (lat. Rostraria, sin. Lophochloa), rod jednogodišnjeg raslinja iz porodice trava, dio podtribusa Aveninae. Pripada mu 13 vrsta raširenih po Sredozemlju, sjevernoj Africi, od zapadne do srednje Azije, i jedna vrsta u Južnoj Americi.
U Hrvatskoj raste jedino jednogodišnja krestuša ili jednogodišnja smilica.  (Rostraria cristata) čiji je sinonim Lophochloa cristata.

## Vrste
1. Rostraria azorica S.Hend.
2. Rostraria balansae (Coss. & Durieu) Holub
3. Rostraria clarkeana (Domin) Holub
4. Rostraria cristata (L.) Tzvelev
5. Rostraria hadjikyriakou Christodoulou & Hand, opisana 2021.
6. Rostraria hispida (Savi) Dogan
7. Rostraria litorea (All.) Holub
8. Rostraria obtusiflora (Boiss.) Holub
9. Rostraria pumila (Lam.) Tzvelev
10. Rostraria rohlfsii (Asch.) Holub
11. Rostraria salzmannii (Boiss. & Reut.) Holub
12. Rostraria smyrnaea (Trin.) H.Scholz
13. Rostraria trachyantha (Phil.) Soreng, Peru, Čile.